# Chelonus rostrornis
Chelonus rostrornis är en stekelart som beskrevs av Chen och Ji 2003. Chelonus rostrornis ingår i släktet Chelonus och familjen bracksteklar. Inga underarter finns listade i Catalogue of Life.